# Верхние Исады
Верхние Исады — деревня в Берёзовском районе Пермского края. Входит в состав Сосновского сельского поселения.

## Географическое положение
Деревня расположена примерно в 1 км от реки Барда, к северо-востоку от райцентра, села Берёзовка.

## Население
| 2010 |
| ---- |
| 8    |

## Топографические карты
- Лист карты O-40-80. Масштаб: 1 : 100 000. Указать дату выпуска/состояния местности.